# Dacia 1310
Dacia 1310 é uma família de automóveis produzidos e vendidos exclusivamente pela Dacia entre 1979 e o início de 1999, e de 1999 a 2006 em conjunto pelo fabricante francês Renault e sua subsidiária romena Dacia. Em 1979, a Dacia apresentou o modelo 1310 no Salão Automóvel de Bucareste como o sucessor do Dacia 1300. Juntamente com o Dacia 1300, foram produzidos um total de 2.278.691 unidades, o último sedã sendo fabricado em 21 de julho de 2004, e a última picape em dezembro de 2006. No mesmo ano, o seu sucessor Dacia Logan foi lançado.
Foi produzido, assim como o Dacia 1300, em duas variantes de carroceria, sedã e perua, mas também foi derivado em versões com porta traseira (Dacia 1320 e Dacia 1325 Liberta, produzidos entre 1988 e 1996), picape (a Dacia Pick-Up, produzida entre 1975 e 2006) e cupê (versão Sport, produzida entre 1981 e 1992).

## História
Depois que a cooperação com a Renault cessou em 1978, a Dacia apresentou uma versão revisada do 1300 no Salão Automóvel de Bucareste de 1979. Em 1982, seu nome foi alterado para Dacia 1310, e posteriormente veio também "1210", "1410" e algumas outras versões.
Em 1983, toda a linha recebeu uma reestilização para o modelo 1984. Uma versão cupê do carro, o 1410 Sport, com duas portas e teto rebaixado, também foi lançado em 1983. Em 1987 o hatch Dacia 1320 foi introduzido.
Em 1989, foi lançada uma nova geração do Dacia 1310 nas versões perua e sedan. Foi uma pequena modificação da geração anterior com novos faróis. Uma nova versão hatch chamada Dacia 1325 Liberta foi introduzida em 1990. A van 1310 também foi lançada em 1990. A linha Dacia 13xx de reestilização total foi introduzida em 1993.
Na década de 1980, o modelo estava ficando datado e seu chassi não era mais capaz de atender aos padrões de segurança da época, levando a Dacia a começar a trabalhar em uma substituição. No entanto, contratempos financeiros e políticos fizeram com que essa substituição, o Dacia Nova, fosse adiada até 1994, altura em que já estava ultrapassada. Embora a nova linha Nova (que mais tarde evoluiu para Dacia SupeRNova e Dacia Solenza) tenha vendido bem e apresentado melhores modos de estrada, nunca substituiu a linha 1310, devido ao seu preço mais alto, interior menor e outros fatores decepcionantes (como ser oferecido apenas em carroceria liftback).
Portanto, a Dacia foi forçada a fazer uma reestilização do modelo 1310 mais uma vez, em 1999. O último modelo 1310 foi simplesmente chamado de "Berlina" ou "Break", para sedã ou perua, respectivamente. Em um esforço para acompanhar os padrões modernos, a última versão foi equipada com injeção eletrônica e conversor catalítico, atendendo aos padrões de emissões da Euro2.
O modelo obteve bons números de vendas até o último dia de produção, principalmente devido ao seu baixo preço, custo-benefício e manutenção fácil e barata. O sedã ("Berlina") e a perua ("Break") tinham preços de € 4.100 e € 4.250, respectivamente, em 2004. O hatch Liberta saiu de produção em 1996, mas a produção do sedã e da perua terminou em 2004. A "Pick-Up" teve sua produção encerrada em dezembro de 2006. O Dacia Logan substituiu o modelo 1300/1310 em 2004.